# Gustav Friedrich

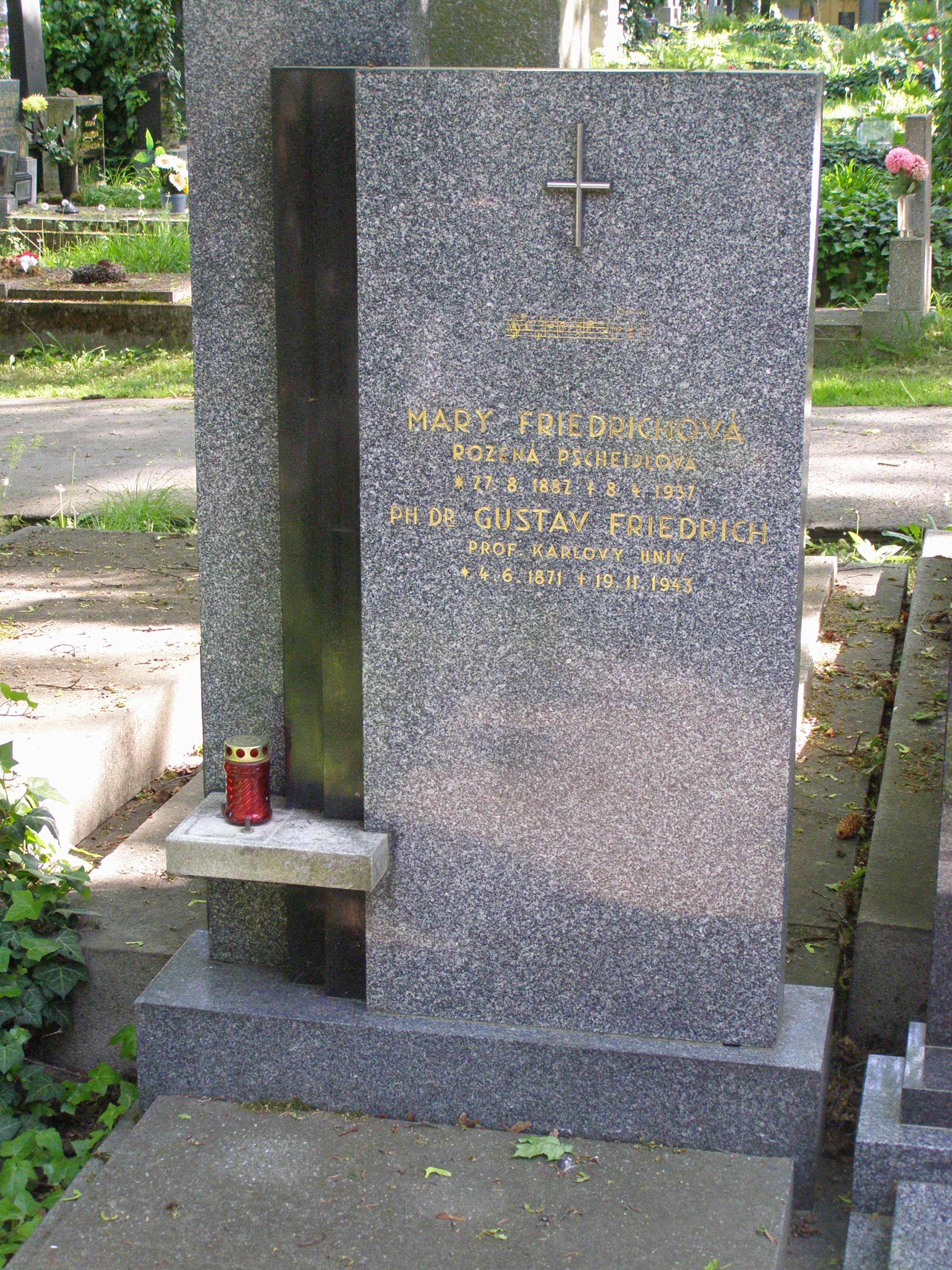
Hrob na hřbitově Malvazinky v Praze

Gustav Friedrich (4. června 1871 Poděbrady – 19. listopadu 1943 Praha) byl český archivář, historik, pedagog a editor. Studoval u Jaroslava Golla a Josefa Emlera, který ho především směroval k studiu pomocných věd historických, absolvoval Ústav pro rakouský dějezpyt. Stal se profesorem na filozofické fakultě UK a ředitelem Státní archivní školy. Zakladatel edice Codex diplomaticus et epistolaris regni Bohemiae s edičním plánem vydat písemnosti českých dějin do roku 1310, připravil edici desek dvorských. Je autor německých slovníků, příruček pro diplomatiku a chronologii. V roce 1920 byl členem komise, která byla Revolučním národním shromážděním pověřena vytvořením státních symbolů vznikajícího státu a jejíž návrhy byly začleněny do textu ústavy Republiky československé platné od 29. února 1920. Gustav Friedrich v této komisi především navrhl znak Podkarpatské Rusi, který je v ukrajinské Zakarpatské oblasti oficiálně stále užíván.

## Dílo
- Učebná kniha paleografie latinské, 1898
- Rukověť křesťanské chronologie, Praha 1934. Jedná se o přehled základů chronologie a příručku pro převod historických způsobů datování na současný způsob. Příručka nahrazovala starší Emlerovu Rukověť chronologie křesťanské zvláště české z roku 1876.[2] Friedrichova příručka se používala dlouhá desetiletí a roku 1997 ji vydalo nakladatelství Paseka v reprintu.[3] Nové, obsáhlejší zpracování tématu vydala Marie Bláhová v roce 2001 pod názvem Historická chronologie.